# Vive les femmes !
Pour plus de détails, voir Fiche technique et Distribution.
Vive les femmes ! est un film français réalisé par Claude Confortès en 1984 et sorti l'année suivante. Le scénario, de Reiser, est librement inspiré de son album de bandes dessinées du même titre publié en 1978.

## Synopsis
Viviane et Ginette sont amies. La première enseigne le dessin et la seconde est secrétaire. Elles se rencontrent souvent au bistrot tenu par Albert. C'est là que sévit parfois Bob le séducteur. Et il ramène fréquemment chez lui de jolies filles, ce qui ne déplaît pas à son voisin de palier, Mammouth, gros solitaire, ravi d'entendre chez Bob les râles du plaisir. Viviane, qui pense beaucoup à l'amour, reçoit souvent chez elle la visite de Patrick. Il quitte régulièrement sa femme et son fils pour venir mettre ses pantoufles qui sont en permanence chez cette dernière.
À l'époque des vacances d'été, Viviane et Ginette partent dans le Midi, à La Grande-Motte. Bob aussi, accompagné de Mammouth, ce qui ne l'enchante guère. Sur la plage Bob passe son temps à draguer. Ainsi rencontre-t-il Ginette. Et leur liaison se met à durer, tandis que Mammouth qui a nourri des espérances vis-à-vis de Viviane se retrouve seul comme avant. Au retour à Paris, Ginette et Bob vivent ensemble et le séducteur est devenu un homme d'intérieur modèle, totalement maté par Ginette. Viviane, elle, voudrait bien un enfant mais Patrick se refuse à tout. Quant à Mammouth, à la suite d'une rencontre amoureuse spectaculairement ratée, il découvre que Pauline, la serveuse de chez Albert, a peut-être un faible pour lui.

## Fiche technique
- Titre : Vive les femmes !
- Réalisation : Claude Confortès, assisté de Pascal Deux
- Scénario : Claude Confortès, Jean-Marc Reiser, d'après sa bande dessinée éponyme
- Dialogue : Jean-Marc Reiser
- Costumes : Édith Vesperini
- Photographie : Renato Berta
- Musique : Nicolas Errèra
- Producteur : Dagmar Meyniel
- Sociétés de production : Top n°1 Productions, Protecrea, UGC Images, TF1 Films Production
- Pays de production :  France
- Durée : 84 minutes
- Genre : comédie
- Langue : français
- Date de sortie : 7 mars 1984
  - Interdit aux moins de 16 ans à sa sortie

## Distribution
- Catherine Leprince : Viviane
- Roland Giraud : Bob
- Michèle Brousse : Ginette
- Maurice Risch : Mammouth
- Georges Beller : Patrick
- Michèle Bernier : Mimi
- Pauline Lafont : Pauline
- Maurice Baquet : Albert, le patron du café
- Cerise[1] : Brigitte
- Emmanuel Curtil : Stéphane, le petit garçon
- François Marthouret : Le brave homme
- François Cavanna : Le paysan au béret
- Gébé : Le paysan à la casquette
- Georges Wolinski : Le paysan au chapeau
- Jean-Claude Carrière : Le sourd-muet
- Bruno Gaccio : Un gendarme
- Antoine Tudal : Le philosophe
- Claude Confortès : L'aveugle (non crédité)
- Rosine Cadoret : Clara
- Patricia Elig : La fille du front de mer
- Elisabeth Lafont : Une auto-stoppeuse
- Hélène Chanson : La jolie rousse
- Régina Gothe : Une auto-stoppeuse
- Armand Babel : Le clochard
- Jean Fuchs : Le marchand de journaux
- Yvette Petit : La patronne du bistrot du village
- Guy-Louis Duboucheron : Le beau mec de la plage
- Dominique Esno : L'écologiste
- Éric Wesphal : Le directeur de l'agence Delta
- Paul Vally : Pépé
- Joël Baudin : Le motard
- Jean Poirier : Le routier
- Diane Meyniel
- Jacques Dumur : Un gendarme

## Autour du film
- Les scènes balnéaires ont été tournées à La Grande-Motte et à Carnon-Plage, dans l'Hérault.
- Reiser décédera en novembre 1983, quatre mois avant la sortie du film.